# メゾン・ジョセフ・ドルーアン

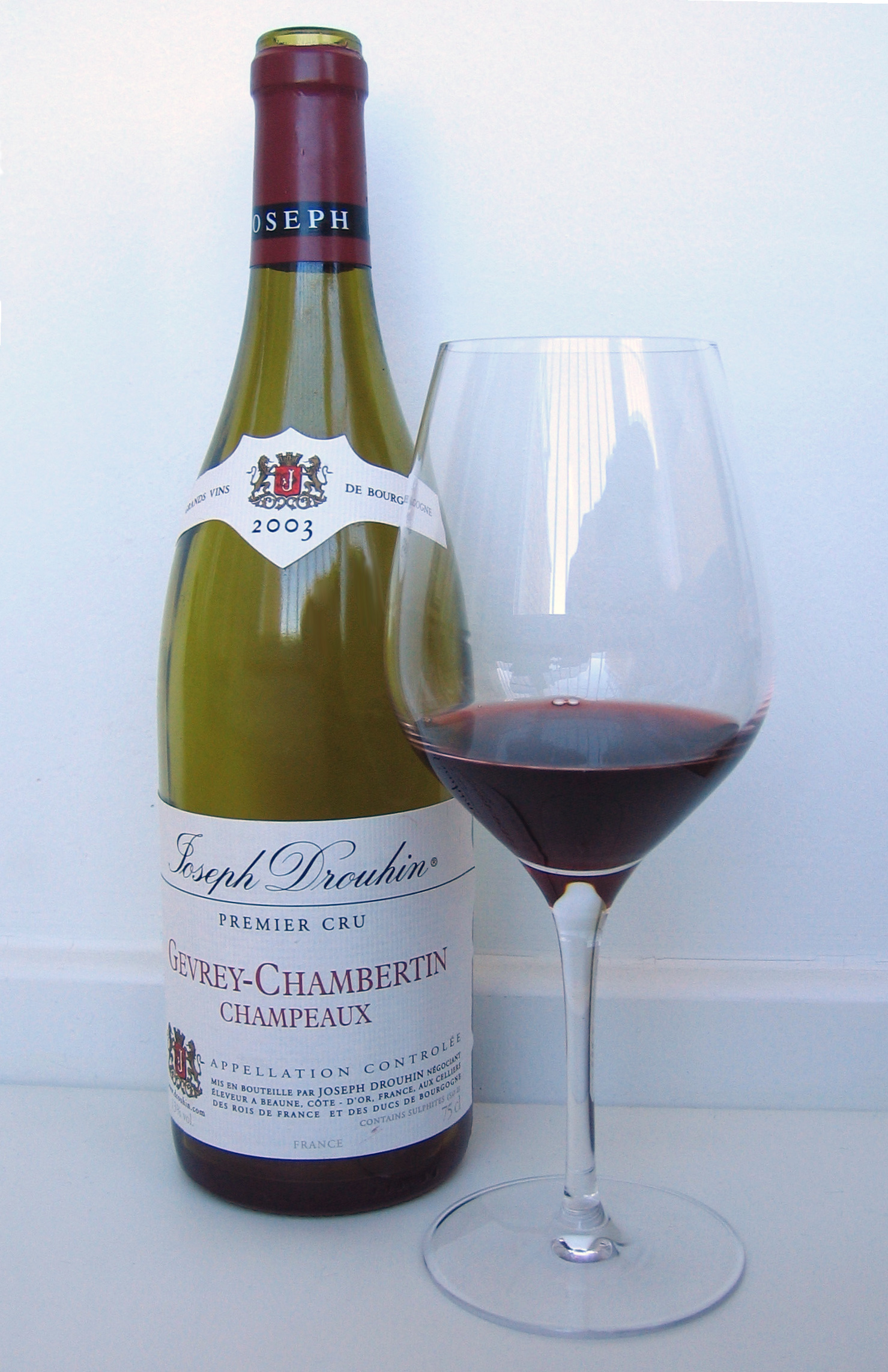
ジョセフ・ドルーアンのジュヴレ＝シャンベルタン・プルミエ・クリュ

メゾン・ジョセフ・ドルーアン（仏: Maison Joseph Drouhin）は、フランスのブルゴーニュに拠点を置くワイン生産業者。1880年に設立された。シャブリ、コート・ド・ニュイ、コート・ド・ボーヌのほか、アメリカ合衆国オレゴン州のウィラメット・ヴァレーにも葡萄園を所有する。また、ブルゴーニュのほかの地域から収穫されたブドウによるワインも生産している。今日、メゾン・ジョセフ・ドルーアンとドメーヌ・ドルーアン・オレゴンは、ジョセフ・ドルーアンの曾孫が所有・運営している。
プリムム・ファミリエ・ヴィニ（Primum Familiae Vini）のメンバーである。

## 葡萄園

### クロ・デ・ムーシュ
ボーヌ・クロ・デ・ムーシュ・ジョセフ・ドルーアン（仏: Beaune Clos des Mouches Joseph Drouhin）は、ブルゴーニュのコート・ド・ボーヌ地区、クロ・デ・ムーシュの畑で育ったブドウから生産されるワインである。クロ・デ・ムーシュは1級畑で、19世紀にドルーアンが購入した。生産色は赤および白である。白ワインの方が赤ワインより若干値段が高い。
フランスとカリフォルニアのワイン10種が対決したことで知られるワインコンペティション「パリスの審判」において、ボーヌ・クロ・デ・ムーシュ・ドルーアンの1973年ヴィンテージは第5位の成績を収めた。1973年のニューヨーク・ワイン・テイスティングでは、ドルーアンの1969年のヴィンテージがカリフォルニア産シャルドネ4銘柄に次ぐ第5位の成績を収めた。その他、1980年開催のワインコンペティション「グレート・シャルドネ・ショーダウン」にも出場を果たしている。

### ドメーヌ・ドルーアン・オレゴン
ドメーヌ・ドルーアン・オレゴン（英: Domaine Drouhin Oregon）は、アメリカ合衆国オレゴン州にあるワイナリーで、ピノ・ノワールとシャルドネの生産で知られる。ウィラメット・ヴァレーの内部、ダンディー市のレッド・ヒルズに所在する。1988年に1000万米ドルを費やして、メゾン・ジョセフ・ドルーアンが設立した。ヴェロニク・ドルーアンがワインメーカーを務める。
ドメーヌ・ドルーアン・オレゴンは、1979年から1980年にかけて開催された「パリ・ワイン・オリンピック」の結果が元になって誕生した経緯がある。パリ・ワイン・オリンピックにおいて、デイヴィッド・レットが運営するオレゴン州のジ・アイリー・ヴィンヤーズが、1959年産のドルーアンのワインに次ぐ第2位を獲得した。1960年代からオレゴンをたびたび訪問していたロベール・ドルーアンは、このことをアデルスハイム・ワイナリーの運営者デイヴィッド・アデルスハイムから知らされると、オレゴン州に土地を購入するに至った。